# Cinq Pièces en trio
Les Cinq Pièces en trio sont un trio d'anches pour clarinette, hautbois et basson de Jacques Ibert composé en 1935.

## Présentation
Les Cinq Pièces en trio sont un trio d'anches composé en 1935 à partir du matériau musical de A Childish Suite for two pipes, page pour deux pipeaux du compositeur,.
L'œuvre, dédiée à Fernand Oubradous et au Trio d'anches de Paris, est créée le 12 avril 1937 à l'École normale de musique de Paris lors d'un concert de Triton par le trio dédicataire, avec Myrtil Morel au hautbois, Pierre Lefebvre à la clarinette et Fernand Oubradous au basson,.
La partition est publiée par L'Oiseau Lyre, dans une série de trios d'anches à laquelle contribueront également Joseph Canteloube (Rustiques), Darius Milhaud (Suite d'après Corrette), Henri Sauguet (Trio pour hautbois, clarinette et basson), Henry Barraud (Trio pour hautbois, clarinette et basson), Georges Auric (Trio pour hautbois, clarinette et basson) et Daniel-Lesur (Suite).
Pour le musicologue Jacques Tchamkerten, les Cinq Pièces sont « cinq brefs morceaux très contrastés dans lesquels une harmonie tonale/modale s'épanouit dans une écriture contrapuntique d'un rare équilibre ».

## Structure et analyse
Les Cinq Pièces en trio se composent, comme leur titre l'indique, de cinq mouvements :
1. Allegro vivo ( = 138), à 
, de forme ABA, joyeuse « danse villageoise « alla Poulenc »[1] » qui constitue pour l'œuvre une « introduction pimpante mais toute de tendresse[5] » ;
2. Andantino ( = 72), à 
, page « lente et contemplative[5] » constituée « de trois canons à deux voix entre les différents instruments — auxquels s'ajoutent ponctuellement une troisième voix — suivis d'une coda[1] » ;
3. Allegro assai ( = 116), à 
, « charmante pastorale se terminant en pirouette[1] », où « la chaude entrée du basson, qui rejoint clarinette et hautbois déjà enlacés, est un moment de grâce accompli, que n'interrompt que le bruissement d'un frais ruisseau[5] » ;
4. Andante ( = 63), à 
, « suave rêverie[5] » à l'atmosphère mélancolique, « dont les contours mélodiques à l'ancienne semblent vouloir évoquer les ombres du Grand Siècle[1] » ;
5. Allegro quasi marziale ( = 116), à 
, « pimpante marche […] de forme tripartite[1] » qui constitue une « courte conclusion gambadant dans un paysage souriant et ensoleillé[5] ».

François-René Tranchefort relève particulièrement « les deux mouvements lents — Andantino et Andante — dans lesquels [la] polytonalité acquiert une densité, très bienvenue dans ce type de répertoire, n'altérant en rien la limpidité, ni l'émotion du discours ».
La durée moyenne d'exécution des Cinq Pièces en trio est d'un peu plus de sept minutes environ.

## Discographie
- 20th Century French Wind Trios — Georges Auric (Trio), Joseph Canteloube (Rustiques), Jean Françaix (Divertissement), Jacques Ibert (Cinq Pièces en trio), Darius Milhaud (Suite d'après Corrette ; Pastorale), Paul Pierné (Bucolique variée), Alexandre Tansman (Suite pour trio d'anches) — The Chicago Chamber Musicians, Cedille Records CDR 90000 040, 1998.
- Trios d'anches — Georges Auric, Jacques Ibert, Darius Milhaud, Jean Françaix, Henri Tomasi, Florent Schmitt (À tour d'anches) — François Meyer (hautbois), Paul Meyer (clarinette), Gilbert Audin (basson), RCA Red Seal 74321 690852, 1999.
- Jacques Ibert, œuvres pour vents, Ensemble Initium, Timpani 1C1210, 2014[6].
- Musique française pour trio d'anches — Georges Auric, Henri Tomasi, Alexandre Tansman, Jacques Ibert, Darius Milhaud — ensemble Trielen, Ad Vitam AV 150230, 2015[7].
- Jacques Ibert, Kammermusik, Ensemble Arabesques, Farao Classics B108105, 2018[8].